# OFC Beach Soccer Championship
Il campionato oceaniano di beach soccer è la massima competizione continentale di beach soccer in Oceania. La squadra vincente ottiene il titolo di campione d'Oceania e si qualifica al campionato mondiale di beach soccer. Questa competizione è stata istituita nel 2006 dopo che la FIFA aveva imposto a tutte le federazioni continentali di organizzare un torneo di qualificazione per il campionato mondiale.
La nazionale più titolata è quella delle Isole Salomone, che ha vinto il torneo per quattro volte.

## Albo d’oro
| Anno          | Ospitante          | Finale         | Finale    | Finale          | Finale 3º posto | Finale 3º posto | Finale 3º posto |
| Anno          | Ospitante          | Vincitore      | Risultato | Secondo posto   | Terzo posto     | Risultato       | Quarto posto    |
| ------------- | ------------------ | -------------- | --------- | --------------- | --------------- | --------------- | --------------- |
| 2006 Dettagli | Polinesia francese | Isole Salomone | 6 – 2     | Vanuatu         | Tahiti          | 12 – 4          | Isole Cook      |
| 2007 Dettagli | Nuova Zelanda      | Isole Salomone | 5 – 3     | Vanuatu         | Nuova Zelanda   | 5 – 3           | Tahiti          |
| 2009 Dettagli | Polinesia francese | Isole Salomone | 1 – 0     | Vanuatu         | Tahiti          | 6 – 3           | Figi            |
| 2011 Dettagli | Polinesia francese | Tahiti         | 4 – 3     | Isole Salomone  | Figi            | –               |                 |
| 2013 Dettagli | Nuova Caledonia    | Isole Salomone | Girone    | Nuova Caledonia | Vanuatu         | –               |                 |
| 2019 Dettagli | Polinesia francese | Tahiti         | 4 – 3     | Isole Salomone  | Nuova Caledonia | 8 – 7 dts       | Vanuatu         |
| 2023 Dettagli | Polinesia francese | Tahiti         | 7 – 0     | Isole Salomone  | Figi            | 12 – 0          | Tonga           |

## Medagliere
| Posiz. | Nazione         | Oro | Argento | Bronzo | Totale |
| ------ | --------------- | --- | ------- | ------ | ------ |
| 1      | Isole Salomone  | 4   | 3       | 0      | 7      |
| 2      | Tahiti          | 3   | 0       | 2      | 5      |
| 3      | Vanuatu         | 0   | 3       | 1      | 4      |
| 4      | Nuova Caledonia | 0   | 1       | 1      | 2      |
| 5      | Figi            | 0   | 0       | 2      | 2      |
| 5      | Nuova Zelanda   | 0   | 0       | 1      | 1      |